# Anspaeg
La ANSPAEG, Associazione Nazionale Stampa Periodici Annunci Economici Gratuiti è una Associazione di categoria costituita nel 1982 dagli editori dei giornali del settore.
Il giornale di annunci economici gratuiti costituisce di per sé una idea editoriale rivoluzionaria, perché nuova e semplice, che si basa sulla gratuità del servizio offerto.
Le principali testate italiane di annunci si associano all'ANSPAEG e creano un codice deontologico, con  norme rigide e selettive di comportamento degli editori nei confronti degli utenti, degli inserzionisti e dei lettori.
La ANSPAEG raggiunge anche lo scopo pratico di permettere a ciascun privato inserzionista di poter pubblicare il proprio annuncio gratuito anche su tutti i giornali che aderiscono all'associazione in tutte le regioni d'Italia, facendone richiesta unicamente al giornale che ha sede nella propria zona.
ANSPAEG certifica con un marchio di qualità le testate che garantiscono il rispetto delle regole fondamentali. Le testate che se ne fregiano, assicurano agli inserzionisti ed ai lettori il controllo della veridicità e affidabilità delle inserzione pubblicate, la trasparenza nella gestione degli annunci e l'assenza di interessi diversi dallo svolgimento dell'attività editoriale.

## Storia dell'Associazione
Nel 1977 compaiono in Italia i primi giornali di annunci economici gratuiti, tra cui: Secondamano a Milano, Business a Torino, il Rigattiere a Firenze,  Porta Portese a Roma e "Il Giornale delle Pulci a Palermo.
In particolare escono altre nuove testate del settore a nord (Perugia, Bergamo, Trieste e Padova), nel centro (Ancona e Firenze), al sud (Napoli) e nelle isole (Catania e Palermo). Tra le prime iniziative sorte in Italia, a Pescara nasce Business  nel 1980 ed apre  redazioni a Foggia e Bari.
Nel 1982 le principali testate italiane di annunci si riuniscono e gli editori dei giornali costituiscono l'associazione di categoria ANSPAEG.